# Kolonka
Kolonka (prononciation : [kɔˈlɔnka]) est un village polonais de la gmina de Pionki dans le powiat de Radom de la voïvodie de Mazovie dans le centre-est de la Pologne.
Il se situe à environ 10 kilomètres au sud-ouest de Pionki (siège de la gmina), 13 kilomètres au nord-est de Radom (siège de le powiat) et à 89 kilomètres au sud de Varsovie (capitale de la Pologne).

## Histoire
Durant la Seconde Guerre mondiale, dans la forêt de Kolonka, il y avait un groupe de guérilla de l'Armia Krajowa. Le lieutenant "Longin" Dąbkowski et Stanisław Siczek "Jeleń" étaient chargés du commandement de ce groupe.
De 1975 à 1998, le village appartenait administrativement à la voïvodie de Radom.

## Galerie

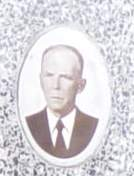
Stanisław Siczek, partisan de Kolonka 1939-1945
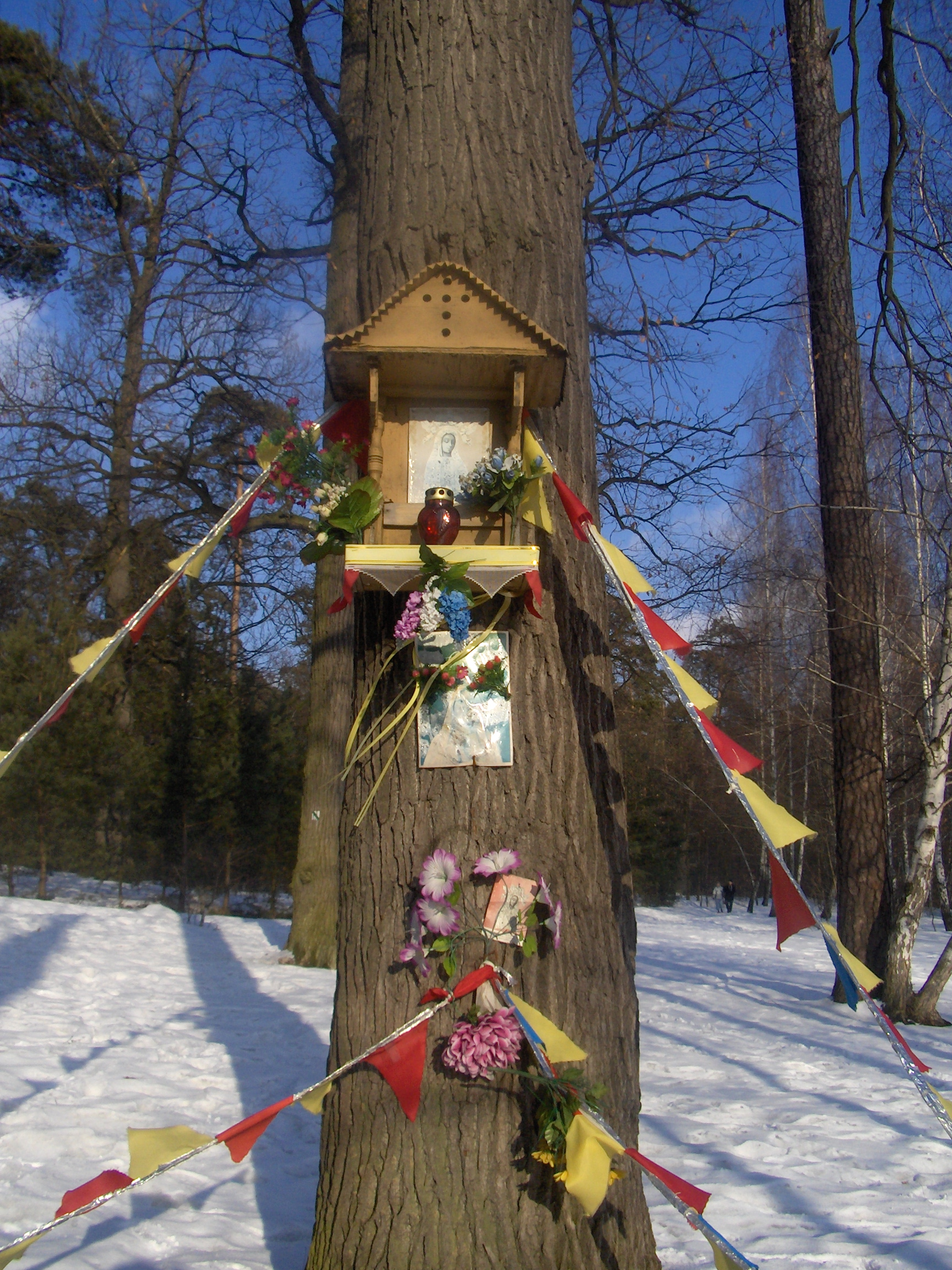
Chapelle de Kolonka
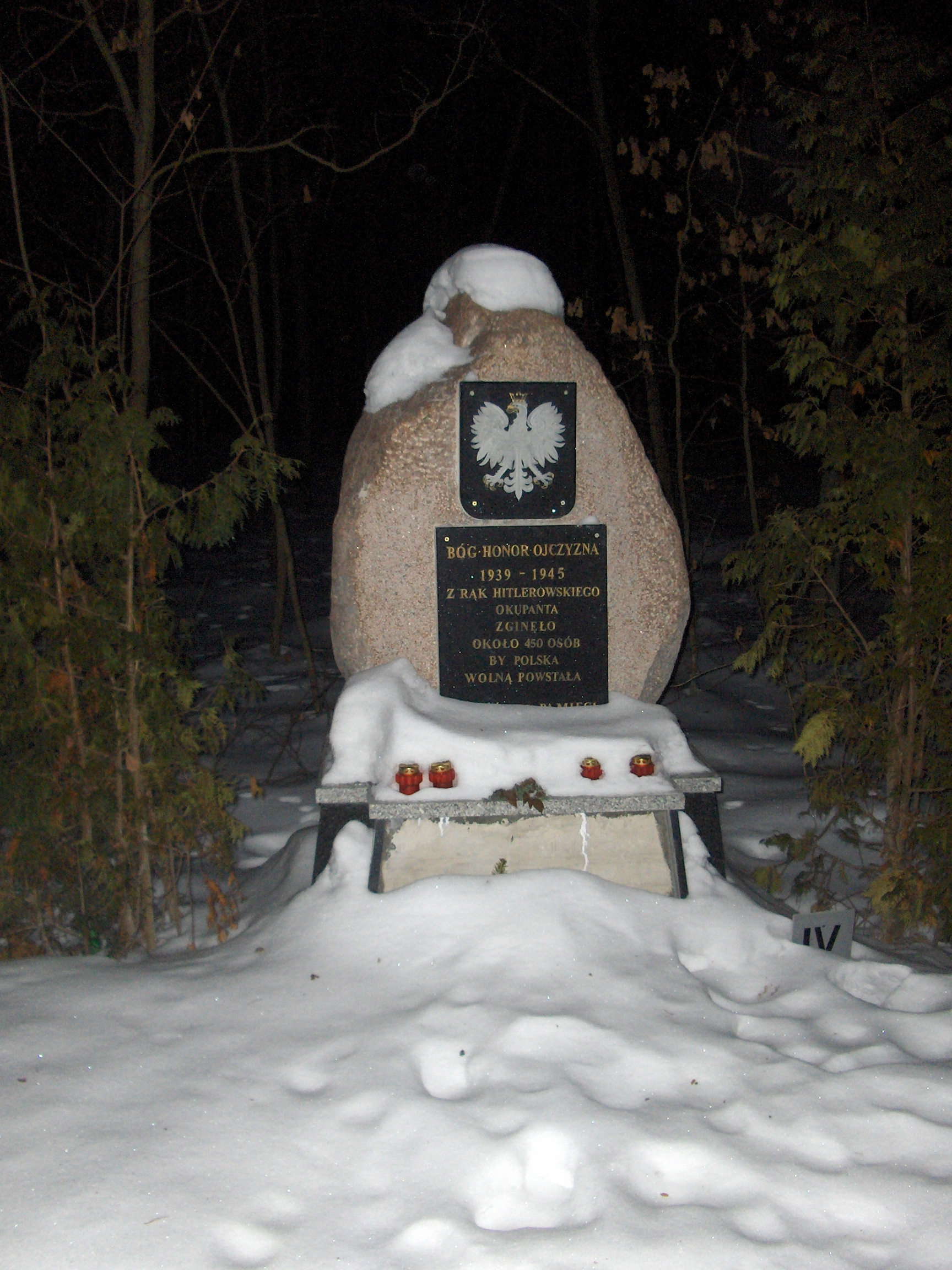
Tombeau de Kolonka
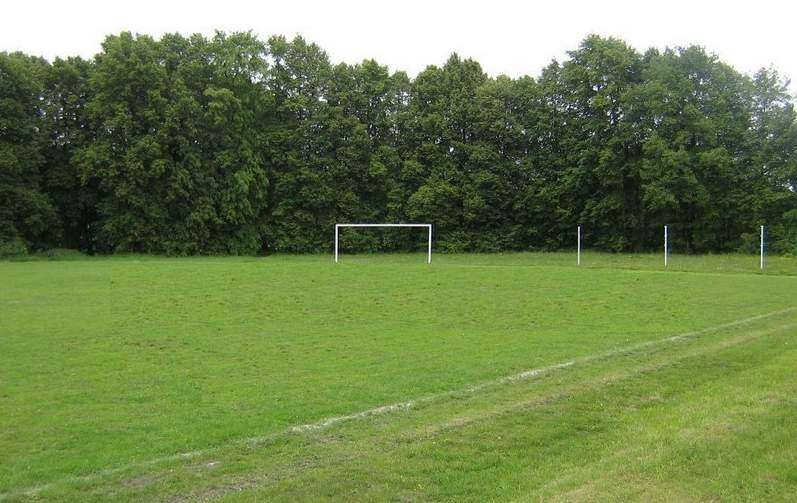
Stade de Kolonka

## Littérature
- Wojciech Borzobohaty, ""Jodła" Okręg Radomsko-Kielecki ZWZ-AK 1939-1945", Warszawa 1988,  (ISBN 83-211-0901-2).
- ks. Józef Gacki, "Jedlnia w niej kościół i akta obelnego prawa", Radom 1874.